# Nothomiza aquata
Nothomiza aquata är en fjärilsart som beskrevs av Louis Beethoven Prout 1929. Nothomiza aquata ingår i släktet Nothomiza och familjen mätare. Inga underarter finns listade i Catalogue of Life.